# ووکاشوو (استان ماسوویان)
ووکاشوو (به لاتین: Łukaszów) یک روستا در لهستان است که در گمینا رازانوو (شهرستان بیاووبژگی) واقع شده‌است.